# Wannenkarsee
Wannenkarsee är en sjö i Österrike.   Den ligger i förbundslandet Tyrolen, i den västra delen av landet, 400 km väster om huvudstaden Wien. Wannenkarsee ligger 2 640 meter över havet. Den högsta punkten i närheten är Wannenkogel, 3 089 meter över havet, sydöst om Wannensee.
Trakten runt Wannenkarsee består i huvudsak av gräsmarker. Runt Wannenkarsee är det ganska glesbefolkat, med 26 invånare per kvadratkilometer.